# Формула
У науци, формула је концизан начин симболичног изражавања информација, као у математичкој формули или хемијској формули. Неформална употреба термина формула у науци односи се на општи констракт односа између датих величина.
У математици, формула се генерално односи на идентитет који изједначава један математички израз са другим, при чему су најважније математичке теореме. Синтаксички гледано, формула (која се често назива и добро формирана формула) је ентитет који је конструисан коришћењем симбола и правила формирања датог логичког језика. На пример, одређивање запремине сфере захтева значајно учешће интегралног рачуна или његовог геометријског аналога, методу исцрпљивања. Међутим, након што су то урадили једном у смислу неког параметра (на пример радијуса), математичари су произвели формулу за описивање запремине сфере у смислу њеног радијуса:
{\displaystyle V={\frac {4}{3}}\pi r^{3}}.
Након добијања овог резултата, запремина било које сфере може се израчунати докле год је њен полупречник познат. Овде треба приметити да су запремина V и полупречник r изражени као појединачна слова уместо речи или фраза. Ова конвенција, иако је мање важна у релативно једноставној формули, значи да математичари могу брже да манипулишу формулама које су веће и сложеније. Математичке формуле су често алгебарске, аналитичке или у затвореном облику.
У савременој хемији, хемијска формула је начин изражавања информација о пропорцијама атома који чине одређено хемијско једињење, користећи једну линију симбола хемијских елемената, бројева, а понекад и других симбола, као што су заграде, заграде и плус ( +) и минус (−) знаци. На пример,  је хемијска формула за воду, која наводи да се сваки молекул састоји од два атома водоника (H) и једног атома кисеоника (O). Слично, O−3 означава молекул озона који се састоји од три атома кисеоника и нето негативног наелектрисања.
У општем контексту, формуле су манифестација математичког модела за феномене стварног света, и као такве се могу користити за пружање решења (или приближног решења) за проблеме стварног света, при чему су неки општији од других. На пример, формула
{\displaystyle F=ma}
је израз Другог Њутновог закона, и применљив је на широк спектар физичких ситуација. Друге формуле, као што је употреба једначине синусне криве за моделовање кретања плиме и осеке у заливу, могу се креирати да би се решио одређени проблем. У свим случајевима, међутим, формуле чине основу за прорачуне.
Изрази се разликују од формула по томе што не могу да садрже знак једнакости (=). Изрази се могу упоредити са фразама на исти начин као што се формуле могу упоредити са граматичким реченицама.

## Хемијске формуле
- емпиријска формула
- молекулску формулу  и
- кондензована формула (или полуструктурна формула) .

Хемијска формула идентификује сваки саставни елемент његовим хемијским симболом, и указује на пропорционални број атома сваког елемента.
У емпиријским формулама, ове пропорције почињу са кључним елементом, а затим се додељују бројеви атома других елемената у једињењу—као однос према кључном елементу. За молекуларна једињења, ови бројеви се увек могу изразити целим бројевима. На пример, емпиријска формула етанола се може написати као , јер сви молекули етанола садрже два атома угљеника, шест атома водоника и један атом кисеоника. Неке врсте јонских једињења, међутим, не могу се написати као емпиријске формуле које садрже само целе бројеве. Пример је бор карбид, чија формула  је променљиви однос нецелог броја, са n у распону од преко 4 до више од 6,5.
Када се хемијско једињење формуле састоји од једноставних молекула, хемијске формуле често користе начине да сугеришу структуру молекула. Постоји неколико типова ових формула, укључујући молекуларне формуле и кондензоване формуле. Молекуларна формула набраја број атома који одражавају оне у молекулу, тако да је молекулска формула за глукозу , а не емпиријска формула глукозе, која је . Осим врло једноставних супстанци, молекуларним хемијским формулама генерално недостају потребне структурне информације, а понекад могу бити и двосмислене.
Структурна формула је цртеж који показује локацију сваког атома и за које се атоме везује.

## Рачунарство
У рачунарству, формула обично описује израчунавање, као што је сабирање, које треба извршити на једној или више променљивих. Формула се често имплицитно даје у облику компјутерске инструкције као нпр.
степени Целзијуса = (5/9)*(степени Фаренхајта - 32)
У компјутерском софтверу за табеларне прорачуне, формула која показује како се израчунава вредност ћелије, рецимо A3, може се написати као
=A1+A2
где се A1 и A2 односе на друге ћелије (колона А, ред 1 или 2) унутар табеле. Ово је пречица за „папирски” облик A3 = A1+A2, где је A3, по конвенцији, изостављено јер се резултат увек чува у самој ћелији, што чини навођење имена сувишним.

## Формуле са прописаним јединицама
Физичка величина се може изразити као производ броја и физичке јединице, док формула изражава однос између физичких величина. Неопходан услов да би формула била валидна је захтев да сви појмови имају исту димензију, што значи да сваки термин у формули може бити потенцијално конвертован да садржи идентичну јединицу (или производ идентичних јединица).
На пример, у случају запремине сфере ({\displaystyle \textstyle {V={\frac {4}{3}}\pi r^{3}}}), можда ћете желети да израчунате запремину када је {\displaystyle r=2.0{\text{ cm}}}, што даје:
{\displaystyle V={\frac {4}{3}}\pi (2.0{\mbox{ cm}})^{3}\approx 33.51{\mbox{ cm}}^{3}.}
Постоји огромна количина образовне обуке о задржавању јединица у прорачунима и претварању јединица у пожељан облик (као што је случај конверзије јединица помоћу факторске ознаке).
Највероватније, велика већина прорачуна са мерењима се врши у компјутерским програмима, без могућности за задржавање симболичког израчунавања јединица. У прорачуну се користи само нумеричка количина, што захтева да се универзална формула претвори у формулу која је намењена да се користи само са прописаним јединицама (тј. имплицитно се претпоставља да нумеричка количина множи одређену јединицу). Корисницима се морају дати услови о прописаним јединицама улаза и излаза формуле.
На пример, претпоставимо да је претходно поменута формула запремине сфере захтева да {\displaystyle V\equiv \mathrm {VOL} ~\mathbf {tbsp} } (где је запремина супене кашике {\displaystyle \mathbf {tbsp} } и {\displaystyle \mathrm {VOL} } је назив за број који користи рачунар) и да је {\displaystyle r\equiv \mathrm {RAD} ~\mathbf {cm} }, онда би извођење формуле постало:
{\displaystyle \mathrm {VOL} ~\mathbf {tbsp} ={\frac {4}{3}}\pi \mathrm {RAD} ^{3}~\mathbf {cm} ^{3}.}
Конкретно, имајући у виду да је {\displaystyle 1~\mathbf {tbsp} =14.787~\mathbf {cm} ^{3}}, формула са прописаним јединицама би постала
{\displaystyle \mathrm {VOL} \approx 0.2833~\mathrm {RAD} ^{3}.}
Овде формула није потпуна без речи као што су: 
„{\displaystyle \mathrm {VOL} } је запремина у {\displaystyle \mathbf {tbsp} } и {\displaystyle \mathrm {RAD} } је полупречник у {\displaystyle \mathrm {cm} }". Друга могућа формулација је „{\displaystyle \mathrm {VOL} } је однос {\displaystyle V} према {\displaystyle \mathbf {tbsp} } и {\displaystyle \mathrm {RAD} } је однос {\displaystyle r} према {\displaystyle \mathrm {cm} }."
Формула са прописаним јединицама може се појавити и са једноставним симболима, можда чак и са идентичним симболима као у оригиналној димензионој формули:
{\displaystyle V=0.2833~r^{3}.}
а пратеће објашњење је: „{\displaystyle V} је запремина ({\displaystyle \mathbf {tbsp} }) и {\displaystyle r} је полупречник ({\displaystyle \mathrm {cm} })".
Ако физичка формула није димензионално хомогена, она је погрешна. Заправо, недоследност постаје очигледна у немогућности да се изведе формула са прописаним јединицама, јер не би било могуће извести формулу која се састоји само од бројева и бездимензионалних односа.

### Наука
Формуле које се користе у науци скоро увек захтевају избор јединица. Формуле се користе за изражавање односа између различитих величина, као што су температура, маса или наелектрисање у физици; понуда, профит или потражња у економији; или широк спектар других величина у другим дисциплинама.
Пример формуле која се користи у науци је Болцманова формула за ентропију. У статистичкој термодинамици, то је једначина вероватноће која повезује ентропију S идеалног гаса са количином W, што је број микростања који одговарају датом макростању:
{\displaystyle S=k\cdot \log W}           (1) S= k ln W
где је k Болцманова константа једнака 1,38062 x 10−23 џула/келвин, а W је број микростања у складу са датим макростањем.

## Примери
У математици то је сваки симболични запис (алгебарски израз а такође и једнакост), који садржи неко тврђење (теорему, закључак).
- 2n-1 је формула произвољног непарног броја, где је n цео број;
- 2x2=5; (нетачно)
- V=rsπ је површина омотача правилне кружне купе, полупречника базе r, и изводнице s, (тачно)
- {\displaystyle (a+b)^{2}=a^{2}+2ab+b^{2},} формула квадрата збира два броја;
- {\displaystyle {\sqrt {2}}+{\sqrt {3}}=\pi ,} са грешком мањом од 0,005;
- {\displaystyle e=\lim _{n\to \infty }\left(1+{\frac {1}{n}}\right)^{n}.}
- Стирлингова формула;
- Ојлерова формула;
- Гринова формула;
- Тејлорова формула;

Формуле могу изражавати како тачна тако и нетачна тврђења. Од формула примера, нетачна је једино друга по реду, наведена.